# Višja letalskotehniška oficirska šola Jugoslovanske ljudske armade
Višja letalskotehniška oficirska šola (kratica VATOŠ) je bila vojaško-izobraževalna ustanova za specialistično izobraževanje častnikov, ki je delovala v sestavi Jugoslovanske ljudske armade.

## Zgodovina
Šola je bila ustanovljena leta 1950 med splošno reorganizacijo jugoslovanskega vojaškega šolstva. Izobraževanje je trajalo 24 mesecev.
Leta 1955 so šolo ukinili z namenom organizacije vojaških akademij.